# ميريلفيل (إنديانا)
ميريلفيل (بالإنجليزية: Merrillville, Indiana)‏ هي بلدة أمريكية تقع في الولايات المتحدة في مقاطعة ليك (إنديانا). يقدر عدد سكانها بـ 35,246 نسمة ومساحتها 86.14 كم2 وترتفع عن سطح البحر 200 متر.

## التركيبة السكانية
قام مكتب تعداد الولايات المتحدة بتحديد بيانات التركيبة السكانية لميريلفيل في تعداد الولايات المتحدة. في ما يلي، التركيبة السكانية حسب تعدادي 2000 و2010.

### تعداد عام 2000
بلغ عدد سكان ميريلفيل 30,560 نسمة بحسب تعداد عام 2000، وبلغ عدد الأسر 11,678 أسرة وعدد العائلات 8,127 عائلة مقيمة في البلدة.
وتوزع التركيب العرقي للبلدة بنسبة 69.65% من البيض و 0.33% من الأمريكيين الأصليين و 1.51% من الأمريكيين ذوي الأصول الآسيوية و 0.02% من سكان جزر المحيط الهادئ و 22.86% من الأمريكيين الأفارقة و 2.24% من عرقين مختلطين أو أكثر.
بلغ عدد الأسر 11,678 أسرة كانت نسبة 32.2% منها لديها أطفال تحت سن الثامنة عشر تعيش معهم، وبلغت نسبة الأزواج القاطنين مع بعضهم البعض 52.9% من أصل المجموع الكلي للأسر، ونسبة 12.6% من الأسر كان لديها معيلات من الإناث دون وجود شريك، وكانت نسبة 30.4% من غير العائلات. تألفت نسبة 26.1% من أصل جميع الأسر من أفراد ونسبة 11.8% كانوا يعيش معهم شخص وحيد يبلغ من العمر 65 عاماً فما فوق. وبلغ متوسط حجم الأسرة المعيشية 3.12، أما متوسط حجم العائلات فبلغ 2.57.
بلغ العمر الوسطي للسكان 37 عاماً. وكانت نسبة 24.6% من القاطنين تحت سن الثامنة عشر، وكانت نسبة 8.7% بين الثامنة عشر والأربعة وعشرون عاماً، ونسبة 29.4% كانت واقعةً في الفئة العمرية ما بين الخامسة والعشرون حتى والأربعة وأربعون عاماً، ونسبة 22.2% كانت ما بين الخامسة والأربعون حتى الرابعة والستون، ونسبة 15.1% كانت ضمن فئة الخامسة والستون عاماً فما فوق. يوجد لكل 100 أنثى 91.2 ذكر، ويوجد لكل 100 أنثى في الثامنة عشر من عمرها فما فوق 86.7 ذكر.
بلغ متوسط دخل الأسرة في البلدة 49,545 دولار، أما متوسط دخل العائلة فبلغ 56,355 دولار. وكان متوسط دخل الذكور 41,820 دولار مقابل 29,005 دولار للإناث. وسجل دخل الفرد الخاص بالبلدة 22,293 دولار. وكانت نسبة 2.6% من العائلات ونسبة 4.3% من السكان تحت خط الفقر، وكان من هؤلاء نسبة 4.1% تحت سن الثامنة عشر ونسبة 5.5% في الخامسة والستين من العمر وما فوق.

### تعداد عام 2010
بلغ عدد سكان ميريلفيل 35,246 نسمة بحسب تعداد عام 2010، وبلغ عدد الأسر 13,696 أسرة وعدد العائلات 9,016 عائلة مقيمة في البلدة. في حين سجلت الكثافة السكانية 1,061.0 نسمة لكل ميل مربع (409.7/كم2). وبلغ عدد الوحدات السكنية 14,842 وحدة بمتوسط كثافة قدره 446.8 لكل ميل مربع (172.5/كم2).
وتوزع التركيب العرقي للبلدة بنسبة 46.4% من البيض و 0.2% من الأمريكيين الأصليين و 1.2% من الأمريكيين ذوي الأصول الآسيوية و 44.5% من الأمريكيين الأفارقة و 3.2% من عرقين مختلطين أو أكثر.
بلغ عدد الأسر 13,696 أسرة كانت نسبة 34.1% منها لديها أطفال تحت سن الثامنة عشر تعيش معهم، وبلغت نسبة الأزواج القاطنين مع بعضهم البعض 42.3% من أصل المجموع الكلي للأسر، ونسبة 17.9% من الأسر كان لديها معيلات من الإناث دون وجود شريك، بينما كانت نسبة 5.6% من الأسر لديها معيلون من الذكور دون وجود شريكة وكانت نسبة 34.2% من غير العائلات. تألفت نسبة 29.7% من أصل جميع الأسر من أفراد ونسبة 11.8% كانوا يعيش معهم شخص وحيد يبلغ من العمر 65 عاماً فما فوق. وبلغ متوسط حجم الأسرة المعيشية 3.16، أما متوسط حجم العائلات فبلغ 2.54.
بلغ العمر الوسطي للسكان 36.7 عاماً. وكانت نسبة 25.5% من القاطنين تحت سن الثامنة عشر، وكانت نسبة 8.6% بين الثامنة عشر والأربعة وعشرون عاماً، ونسبة 26.8% كانت واقعةً في الفئة العمرية ما بين الخامسة والعشرون حتى والأربعة وأربعون عاماً، ونسبة 25.5% كانت ما بين الخامسة والأربعون حتى الرابعة والستون، ونسبة 13.7% كانت ضمن فئة الخامسة والستون عاماً فما فوق. وتوزع التركيب الجنسي للسكان بنسبة 47.0% ذكور و53.0% إناث.